# Ochthebius zugmayeri
Ochthebius zugmayeri es una especie de escarabajo del género Ochthebius, familia Hydraenidae. Fue descrita científicamente por Kniz en 1909.
Se distribuye por Irán (en Jorasán). Mide 1,8 milímetros de longitud y su edeago 0,36 milímetros.